# Shaurya
Shaurya — це гіперзвукова оперативно-тактична ракета класу «земля-земля», розроблена Індійською організацією оборонних досліджень і розробок для використання в збройних силах Індії.

## Технічний опис
Ракета здатна нести ядерну боєголовку, і тому відноситься до стратегічних балістичних ракет середньої дальності. Крім ядерної бойової частини, ракета здатна нести і звичайну, масою 200-1000 кг. Кругове імовірне відхилення складає не більше 20-30 м. Сукупність цих характеристик надає Shaurya здатність вражати об'єкти критичної та військової інфраструктури, скупчення техніки та командні пункти зокрема і укріплені.
Експерти вважають, що розробка нової ракети зумовлена потребою Індії розширити можливості своїх стратегічних наступальних озброєнь, адже ядерний потенціал Індії не чисельний і обмежений.

## Дивіться також
MGM-140 ATACMS